# Lorry-lès-Metz
Lorry-lès-Metz – miejscowość i gmina we Francji, w regionie Grand Est, w departamencie Mozela.
Według danych na rok 1990 gminę zamieszkiwało 1 365 osób, a gęstość zaludnienia wynosiła 224 osób/km² (wśród 2335 gmin Lotaryngii Lorry-lès-Metz plasuje się na 292. miejscu pod względem liczby ludności, natomiast pod względem powierzchni na miejscu 916.).